# Chick Morrison
Henry „Chick“ Morrison (* um 1910; † nach 1975) war ein US-amerikanischer Jazzmusiker (Schlagzeug).

## Leben
Morrison arbeitete in den späten 1930er-Jahren in New York City in der Band von Jerry Kruger (in der auch Benny Carter, Eddie Heywood und Alvis Hayes spielten), mit der erste Aufnahmen entstanden. Wenig später gehörte er Benny Carters Big Band an, mit der er auch im Savoy Ballroom auftrat. 1943 spielte er in den Orchestern von Louis Armstrong und Noble Sissle; im Bereich des Jazz war er zwischen 1939 und 1943 an 14 Aufnahmesessions beteiligt. Um 1950 arbeitete er mit Clarence Brereton; ab 1958 leitete er in New York bis in die 1970er Jahre eine eigene Band, in der auch der Trompeter Mouse Randolph spielte.